# Ranger 4
Ranger 4 was een Amerikaanse onbemande ruimtemissie naar de maan in de jaren 60 van de twintigste eeuw. Doel van deze missie was diverse gegevens over de maan te verzamelen en tegelijkertijd ervaring op te doen met de ontwikkeling van apparatuur voor maan- en interplanetaire sondes.

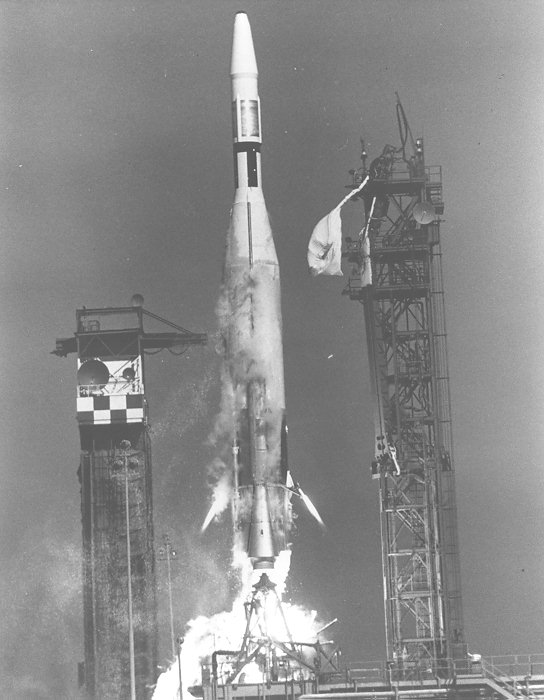
Lancering van Ranger 4

Ranger 4 werd gelanceerd op 23 april 1962 met een Atlas-Agena draagraket vanaf Cape Canaveral. Deze onbemande verkenner werd gebouwd door het Jet Propulsion Laboratory en woog 331 kg.

## Technische uitrusting

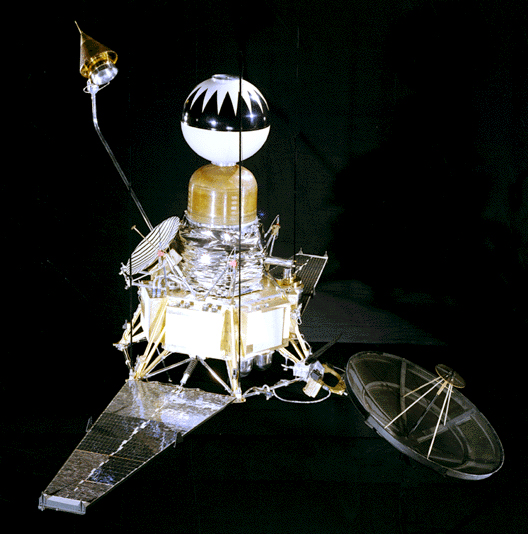
Model van Ranger Block-II type

### Afmetingen
Ranger 4 was van het Block-II type. Dit ruimtescheepje had een hoogte van 3,1 m en een verchroomde en vergulde hexagonale basis van 1½ m doorsnede. Voor communicatie met de Aarde beschikte het over twee antennes, waaronder een aan de onderkant bevestigde schotelantenne. Naast vergulde en verchroomde beplating, verfde NASA het toestel wit en bracht een verzilverde plastic hoes om de remraket aan.

### Koerscorrectie en standregeling
Voor koers- en standcorrectie gebruikte de verkenner zon- en aardesensors, gyroscopen en stuurraketjes. De remraket leverde een stuwkracht van 22,6 kN.

### Energievoorziening
De verkenner beschikte over twee zonnepanelen met in totaal 8680 zonnecellen en een oppervlak van 5,2 m². Deze wekten stroom op voor een 11½ kg wegende zilver/zinkoxide accu met een vermogen van 1 kWh. Deze accu leverde ook de stroom gedurende de lancering.

### Wetenschappelijke instrumenten
Ranger 4 droeg, naast een tv-camera die iedere 10 seconden een frame aftastte, een gammastralingsmeter, een radarhoogtemeter en een seismometer. De stralingsmeter was bevestigd op een 1,8 m lange stang. De hoogtemeter bepaalde het juiste ontbrandingsmoment van de remraket, het tijdstip van ontkoppelen van de seismometer en werd tevens gebruikt om te kijken hoe het maanoppervlakradarstraling weerkaatste.
De constructie van de seismometer-capsule bestond uit een bol van 65 cm doorsnede, die was gemaakt van balsahout. Naast de seismometer beschikte deze bol over een versterker, voltagecontrole, een set van twee antennes en zes zilver/cadmium batterijen die de capsule een maand lang van stroom konden voorzien. De vooraf berekende landingssnelheid bedroeg 130 à 160 km/uur. Het was de bedoeling dat, net voor de verkenner op de maan te pletter sloeg, de remraket te laten ontbranden en de capsule los te koppelen, waarna deze hopelijk de klap van de landing overleefde terwijl de rest van de maansonde te pletter sloeg.

## Verloop van de missie

### Oorspronkelijke vluchtschema
Na lancering in een parkeerbaan om de Aarde moest Ranger 4 op een ramkoers naar de maan worden gebracht door de Agenaraket en een koerscorrectie halfweg de maan. Van daaraf zou de robot recht op het maanoppervlak afvliegen en op de correcte hoogte zijn remraket gebruiken om af te remmen alvorens de landingscapsule met seismometer af te werpen. Deze zou vervolgens een maand gegevens naar de Aarde sturen, waaruit geleerden zouden kunnen afleiden of de maan seismische activiteit (maanbevingen) vertoonde.

### In praktijk
In werkelijkheid faalde deze robotverkenner al snel. Door het klaarblijkelijk niet functioneren van een tijdklok in de boordcomputer gaf deze enige essentiële commando's niet door. Zij behelsden het uitklappen van de zonnepanelen en activering van het aarde/zon oriëntatiesysteem. Als gevolg hiervan liepen de accu's snel leeg en tien uur later verdween Ranger 4 voorgoed uit de ether. Weliswaar kon NASA de robotverkenner nog blijven volgen door de kleine zender in de landingscapsule, maar alle controle was verloren gegaan.

### Einde van de vlucht
Op 26 april 1962 12:49 uur UTC, na een vlucht van 64 uur, kwam een abrupt einde aan de missie van Ranger 4. De stuurloze robot sloeg met een snelheid van 9600 km/uur op de achterkant van de maan te pletter op positie 229°18' O 15°30' Z.
Ranger 1 · Ranger 2 · Ranger 3 · Ranger 4 · Ranger 5 · Ranger 6 · Ranger 7 · Ranger 8 · Ranger 9